# 侧条金线鲃
侧条金线鲃（学名：Sinocyclocheilus lateristritus）为鲤科金线鲃属的鱼类。在中国，分布于云南省东部的南盘江水系等。该物种的模式产地在龙潭。

## 扩展阅读
維基物種上的相關：侧条金线鲃